# Vestivamo da Superman
Vestivamo da Superman è un libro di memorie dello scrittore Bill Bryson.
In questo testo, l'autore ci racconta com'era la vita negli Stati Uniti (in particolare nella città di Des Moines, nello stato dello Iowa) negli anni cinquanta e primi anni sessanta, partendo dai suoi ricordi di bambino che ha vissuto in prima persona quel particolare periodo storico.